# 福の花孝一
福の花 孝一（ふくのはな こういち、1940年7月1日 - 2021年）は、熊本県菊池郡合志町（現役当時、現在の同県合志市）出身で出羽海部屋に所属した大相撲力士。本名は松井 孝一（まつい こういち）（入門時の姓は福島（ふくしま））。得意手は右四つ、突っ張り、寄り。身長183cm、体重135kg。岳父は元小結・和歌嶌。最高位は東関脇（1971年1月場所）。

## 来歴
農家の生まれで、親類に出羽海部屋の幕内力士、八方山がいた関係で出羽海部屋に入門、1958年1月に初土俵を踏んだ。入門から6年後の1964年7月に新十両、1965年9月に新入幕を果たした。
同部屋の先輩である横綱・佐田の山譲りの突っ張りが得意で、その強さは1970年1月場所で当時大関の北の富士を張り手一発で倒し脳震盪を起こさせるほどだった
。このため四股名を捩って、フックの花（張り手をボクシングのフックに例えた）と呼ばれた。その張り手は天龍源一郎に「相撲で怖い、というよりも苦手だったのが“フックの花”こと福の花だ。フックのような張り手をアゴに食らってノックアウトされたりしたからね」と述懐させるほどのものであった。出世は必ずしも早いとはいえなかったが、長く幕内上位で活躍した。1970年5月場所と翌7月場所では横綱・玉の海から連続して金星を奪う大活躍を見せ、新関脇の1971年1月場所（初日から8連敗のあと休場、結局関脇を務めたのはこの場所のみ。）では、すでに30歳を越していて、当時の幕内では珍しい高年齢の新関脇と話題になった。
一時代を築いた柏戸、大鵬とはいずれも引退当日の対戦相手となり、不戦勝を得るというエピソードを残している。なお、実際の対戦では柏戸に勝ったことはあるが、大鵬には1度も勝てなかった（初顔合わせから10連敗）。
同部屋の後輩・三重ノ海に期待を寄せ、「五郎（三重ノ海の本名）が大関になるまでは引退しない」と頑張っていた。1975年、幕内で6場所連続して負け越し、同年11月場所限りでついに引退を決意した。同場所、関脇の地位にあった三重ノ海は13勝2敗の好成績で初の幕内最高優勝を遂げ、場所後に大関昇進を果たした。
三賞はいずれも敢闘賞で、7回受賞は引退当時同賞の最多受賞記録だった（のちに貴闘力が10回で更新）。三賞受賞が全て一部門に集中した力士としては、最多の三賞受賞回数を誇る。
引退後は年寄・関ノ戸を襲名して永く協会在勤の委員として協会事務に携わり、2000年には役員待遇に昇格、2005年6月に停年を迎えた。停年後も関ノ戸の年寄名跡を引き続き所有し、貸株として運用していたが、2008年に岩木山に年寄株を譲った。
2009年3月場所より同部屋の後輩・朝日盛（本名・福本修司）が新たに「福の花」を襲名したが、これは同年出席した新年会の席で「名字が福本なら使えばいい。」と勧めたものである。
共同通信社発行の『大相撲力士名鑑』令和5年度版によると「令和3年没」とあるが、日時など、詳細は不明。

## 略歴
- 1958年1月場所 初土俵
- 1964年7月場所 新十両
- 1965年9月場所 新入幕
- 1975年11月場所 引退

## 主な戦績
- 通算成績：637勝623敗46休 勝率.506
- 幕内成績：421勝466敗28休 勝率.475
- 現役在位：106場所[注 4]
- 幕内在位：61場所[2]
- 三役在位：7場所（関脇1場所、小結6場所）
- 三賞：7回
  - 敢闘賞：7回（1967年11月場所、1970年5月場所、1970年11月場所、1971年3月場所、1972年1月場所、1972年11月場所、1974年11月場所）
- 金星：5個（玉の海2個、北の富士2個、輪島1個）
- 各段優勝
  - 幕下優勝：1回（1964年5月場所）

### 場所別成績
| | 一月場所 初場所（東京） | 三月場所 春場所（大阪） | 五月場所 夏場所（東京） | 七月場所 名古屋場所（愛知） | 九月場所 秋場所（東京） | 十一月場所 九州場所（福岡） |
| --- | ----------------------- | ----------------------- | ----------------------- | --------------------------- | ----------------------- | --------------------------- |
| 1958年 （昭和33年） | （前相撲）              | （前相撲）              | 東序ノ口12枚目 4–4      | 西序二段110枚目 4–4         | 東序二段103枚目 5–3     | 西序二段79枚目 5–3          |
| 1959年 （昭和34年） | 西序二段63枚目 6–2      | 東序二段32枚目 4–4      | 東序二段27枚目 3–5      | 西序二段30枚目 3–5          | 東序二段37枚目 4–4      | 東序二段35枚目 3–3–2        |
| 1960年 （昭和35年） | 西序二段37枚目 5–3      | 西序二段筆頭 6–2        | 東三段目65枚目 5–3      | 西三段目38枚目 2–5          | 東三段目54枚目 4–3      | 西三段目42枚目 5–2          |
| 1961年 （昭和36年） | 西三段目19枚目 3–4      | 東三段目28枚目 5–2      | 東幕下88枚目 4–3        | 東幕下77枚目 5–2            | 西幕下60枚目 4–3        | 西幕下56枚目 5–2            |
| 1962年 （昭和37年） | 西幕下36枚目 5–2        | 西幕下21枚目 2–5        | 東幕下31枚目 4–3        | 西幕下25枚目 2–5            | 西幕下36枚目 5–2        | 西幕下26枚目 2–5            |
| 1963年 （昭和38年） | 西幕下36枚目 4–3        | 東幕下32枚目 5–2        | 西幕下25枚目 4–3        | 西幕下19枚目 3–4            | 西幕下21枚目 2–5        | 東幕下29枚目 3–4            |
| 1964年 （昭和39年） | 西幕下36枚目 4–3        | 西幕下27枚目 6–1        | 西幕下14枚目 優勝 7–0   | 西十両18枚目 10–5           | 西十両9枚目 8–7         | 西十両5枚目 10–5            |
| 1965年 （昭和40年） | 西十両筆頭 休場 0–0–15  | 東十両14枚目 9–6        | 西十両5枚目 8–7         | 東十両2枚目 10–5            | 東前頭14枚目 10–5       | 西前頭5枚目 6–9             |
| 1966年 （昭和41年） | 西前頭7枚目 9–6         | 東前頭5枚目 休場 0–0–15 | 西前頭15枚目 11–4       | 東前頭7枚目 9–6             | 東前頭2枚目 5–10        | 東前頭5枚目 9–6             |
| 1967年 （昭和42年） | 東前頭筆頭 8–7          | 西小結 7–8              | 西前頭筆頭 9–6          | 西小結 2–13                 | 西前頭4枚目 7–8         | 西前頭5枚目 11–4 敢         |
| 1968年 （昭和43年） | 西小結 6–9              | 東前頭2枚目 4–11        | 東前頭7枚目 4–11        | 東十両2枚目 10–5            | 西前頭10枚目 9–6        | 東前頭7枚目 9–6             |
| 1969年 （昭和44年） | 西前頭3枚目 8–7         | 西前頭筆頭 3–9–3        | 西前頭7枚目 8–7         | 西前頭2枚目 6–9             | 東前頭4枚目 5–10        | 西前頭8枚目 10–5            |
| 1970年 （昭和45年） | 東前頭3枚目 5–10        | 東前頭6枚目 8–7         | 西前頭4枚目 8–7 敢★     | 東前頭筆頭 7–8 ★            | 東前頭2枚目 6–9 ★       | 西前頭4枚目 11–4 敢         |
| 1971年 （昭和46年） | 東関脇 0–9–6            | 西前頭6枚目 10–5 敢     | 東小結 7–8              | 東前頭筆頭 5–10             | 西前頭6枚目 8–7         | 東前頭3枚目 6–9             |
| 1972年 （昭和47年） | 西前頭3枚目 10–5 敢★    | 西小結 8–7              | 西小結 6–9              | 西前頭2枚目 4–11            | 西前頭6枚目 3–12        | 東前頭14枚目 11–4 敢        |
| 1973年 （昭和48年） | 東前頭3枚目 6–9         | 東前頭6枚目 8–7         | 東前頭2枚目 6–9         | 東前頭5枚目 6–5–4           | 東前頭10枚目 7–8        | 東前頭11枚目 8–7            |
| 1974年 （昭和49年） | 東前頭10枚目 9–6        | 西前頭4枚目 6–9         | 西前頭7枚目 8–7         | 東前頭3枚目 5–10            | 東前頭7枚目 7–8         | 西前頭10枚目 10–5 敢★       |
| 1975年 （昭和50年） | 西前頭筆頭 6–9          | 西前頭4枚目 6–9         | 西前頭6枚目 7–8         | 西前頭7枚目 7–8             | 西前頭7枚目 6–9         | 東前頭10枚目 引退 5–10–0    |
| 各欄の数字は、「勝ち-負け-休場」を示す。 優勝 引退 休場 十両 幕下 三賞：敢=敢闘賞、殊=殊勲賞、技=技能賞 その他：★=金星 番付階級：幕内 - 十両 - 幕下 - 三段目 - 序二段 - 序ノ口 幕内序列：横綱 - 大関 - 関脇 - 小結 - 前頭（「#数字」は各位内の序列） |                         |                         |                         |                             |                         |                             |

### 幕内対戦成績
| 力士名 | 勝数 | 負数 | 力士名   | 勝数  | 負数 | 力士名     | 勝数 | 負数 | 力士名 | 勝数 | 負数  |
| ------ | ---- | ---- | -------- | ----- | ---- | ---------- | ---- | ---- | ------ | ---- | ----- |
| 青ノ里 | 6    | 6    | 青葉城   | 0     | 2    | 青葉山     | 0    | 1    | 朝嵐   | 1    | 0     |
| 浅瀬川 | 8    | 4    | 朝登     | 3     | 3    | 旭國       | 5    | 4    | 天津風 | 1    | 0     |
| 嵐山   | 1    | 0    | 荒瀬     | 3     | 4(1) | 荒波       | 1    | 0    | 巌虎   | 1    | 1     |
| 追風山 | 1    | 2    | 扇山     | 1     | 0    | 大位山     | 1    | 0    | 大潮   | 7    | 2     |
| 大鷲   | 5    | 3    | 魁輝     | 0     | 1    | 魁傑       | 2    | 7    | 魁罡   | 1    | 0     |
| 開隆山 | 3    | 1    | 柏戸     | 2(1)  | 9    | 和晃       | 2    | 0    | 北瀬海 | 6    | 4     |
| 北の湖 | 1    | 2    | 北ノ國   | 1     | 0    | 北の富士   | 6    | 16   | 君錦   | 1    | 0     |
| 清國   | 3    | 25   | 麒麟児   | 1     | 2    | 黒姫山     | 8    | 11   | 高鉄山 | 15   | 8     |
| 琴櫻   | 5    | 19   | 琴乃富士 | 1     | 2    | 金剛       | 6    | 11   | 白田山 | 6    | 1     |
| 大旺   | 4    | 0    | 大峩     | 6     | 4    | 大麒麟     | 7    | 18   | 大豪   | 1    | 0     |
| 大豪   | 0    | 2    | 大受     | 4     | 11   | 大心       | 3    | 1    | 大雪   | 4    | 1     |
| 大鵬   | 1(1) | 10   | 大文字   | 4     | 1    | 大雄       | 8    | 9    | 大竜川 | 8    | 6     |
| 貴ノ花 | 3    | 13   | 高見山   | 4     | 12   | 玉嵐       | 1    | 0    | 玉輝山 | 1    | 2     |
| 玉の海 | 4    | 14   | 玉ノ富士 | 0     | 5    | 千代の富士 | 1    | 0    | 鶴ヶ嶺 | 2    | 2     |
| 天水山 | 1    | 0    | 天龍     | 9     | 2    | 時葉山     | 11   | 3    | 栃東   | 5    | 13(2) |
| 栃勇   | 2    | 0    | 栃王山   | 13(1) | 1    | 金城       | 0    | 4    | 栃富士 | 7    | 1     |
| 豊國   | 4    | 2    | 羽黒岩   | 10    | 8    | 長谷川     | 7    | 22   | 花光   | 8    | 4     |
| 播竜山 | 4    | 0    | 廣川     | 5     | 2    | 富士櫻     | 3    | 7    | 富士錦 | 4    | 6     |
| 藤ノ川 | 7    | 3    | 二子岳   | 14    | 10   | 双津竜     | 2    | 2    | 前の山 | 8(1) | 13    |
| 牧本   | 1    | 0    | 増位山   | 5     | 7    | 禊鳳       | 2    | 0    | 明武谷 | 2    | 9     |
| 豊山   | 2    | 4    | 豊山     | 2     | 6    | 吉王山     | 4    | 4    | 琉王   | 10   | 4     |
| 龍虎   | 12   | 13   | 若獅子   | 4     | 2    | 若秩父     | 4    | 1    | 若天龍 | 3    | 2     |
| 若浪   | 15   | 7    | 若鳴門   | 1     | 4    | 若ノ海     | 1    | 6    | 若ノ國 | 2    | 0     |
| 若乃洲 | 3    | 1    | 若三杉   | 4     | 3    | 若二瀬     | 6    | 7    | 若見山 | 5    | 1     |
| 輪島   | 5    | 6    |          |       |      |            |      |      |        |      |       |

## 改名歴
- 福島 孝一（ふくしま こういち）1958年5月場所 - 1959年3月場所
- 福の花 孝一（ふくのはな こういち）1959年5月場所 - 1959年9月場所
- 福ノ花 孝一[注 8]（ふくのはな こういち）1959年11月場所 - 1960年1月場所
- 福の花 孝一[注 9]（ふくのはな こういち）1960年3月場所 - 1975年11月場所

## 年寄歴
- 関ノ戸 孝一（せきのと こういち）1975年11月 - 2005年6月